# Saint-Lô-d’Ourville
Saint-Lô-d’Ourville – miejscowość i dawna gmina we Francji, w regionie Normandia, w departamencie Manche. W 2013 roku populacja ówczesnej gminy wynosiła 538 mieszkańców. 
W dniu 1 stycznia 2019 roku z połączenia trzech ówczesnych gmin – Denneville, Portbail oraz Saint-Lô-d'Ourville – powstała nowa gmina Port-Bail-sur-Mer. Siedzibą gminy została miejscowość Portbail. 